# Miranda Bailey
Miranda Bailey, M.D., F.A.C.S é uma personagem fictícia da série de televisão de drama médico Grey's Anatomy. A personagem foi criada por Shonda Rhimes, e foi retratada pela atriz Chandra Wilson desde o início do programa, em 2005. Wilson reprisou seu papel no spin-off da série, Private Practice e Station 19.
Apresentada como residente em cirurgia geral no Seattle Grace Hospital, Bailey trabalhou seu caminho até o nível de atendente e, eventualmente, é nomeada Chefe de Cirurgia. Sua relação com os cinco internos cirúrgicos pelos quais ela é responsável - Meredith Grey (Ellen Pompeo), Cristina Yang (Sandra Oh), Izzie Stevens (Katherine Heigl), George O'Malley (TR Knight) e Alex Karev (Justin Chambers) - é um ponto focal no início da série.

## Enredo
Miranda Bailey casou-se com Tucker Jones em 1995 e formou-se no Wellesley College.
Ela é apresentada aos internos como "O Nazista" na estréia da primeira temporada por causa de sua personalidade dura e atitude direta. Quando ela ainda era residente, Webber certa vez apontou que ela não gostava de quase todos os atendentes para os quais trabalhava; os atendentes a levam a sério devido à sua formidável reputação de excelente cirurgiã. De cara, ela diz aos internos: "não se incomodem em puxar meu saco, porque eu já odeio vocês, e isso não vai mudar"; no entanto, o lado mais maternal e protetor de Miranda é exibido, visto que ela se preocupa não apenas com seus pacientes, mas também com seus colegas. Ela é protetora de seus internos, como mostrado quando ela avisa Derek para ficar longe de Meredith. Miranda fica ao lado de Cristina enquanto ela se recupera da cirurgia. Mais tarde, é revelado que ela está casada com seu marido Tucker Jones (Cress Williams) há dez anos e que está grávida. Seu filho nasceu durante um susto de bomba no Seattle Grace, enquanto seu marido estava sendo tratado em uma cirurgia por ferimentos em um acidente de carro. George O'Malley a ajudou durante o parto, e ela agradeceu chamando seu filho de William George Bailey Jones (embora ele seja apelidado de "Tuck"), a partir desse momento George se tornou seu interno favorito.
Bailey se ajusta para se tornar mãe e reconciliar isso com seu desejo de continuar sua carreira como cirurgiã. Sua confiança profissional foi abalada e questionada por outros cirurgiões quando Izzie Stevens cortou o fio LVAD de Denny Duquette e Denny morreu posteriormente. Christina manteve o segredo de Burke sobre sua mão incapacitada, e Bailey sentiu que ela não estava no controle de seus internos e que ela era a responsável por esses incidentes. Dr. Richard Webber, Chefe de Cirurgia, a conforta dizendo "Você os criou como bebês, e alguns deles acabam como você". Desiludida com o quão pouco ela pode ajudar os pacientes como cirurgiã, Bailey pressiona para abrir uma clínica gratuita no Seattle Grace. Izzie ajuda a pagar por isso com um legado multimilionário de Denny Duquette, a quem ela amava. Bailey perde o posto de residente chefe para Callie Torres.
Na 4ª temporada, Bailey decide apoiar Callie Torres em seu posto de residente-chefe, que o chefe observa. Ele diz que cometeu um erro ao não escolher Bailey em primeiro lugar. Percebendo que não consegue conciliar suas responsabilidades como residente-chefe e dirigir a clínica, Bailey escolhe Izzie Stevens para o cargo a fim de ter mais tempo para sua família e sua carreira. Bailey percebe que está entediada com a cirurgia geral e pode precisar de uma mudança de especialidade. Ela se sentiu atraída pela cirurgia pediátrica depois de trabalhar em uma série de casos pediátricos e trabalhar em estreita colaboração com Arizona Robbins, uma cirurgiã pediátrica, que a convence a se inscrever para uma bolsa de estudos em pediatria. O chefe Webber, que lhe ensinou cirurgia geral e anteriormente lhe ofereceu uma posição como cirurgiã assistente, está insatisfeito com a decisão de Bailey de deixar a especialidade para a qual a treinou e a desencoraja em todas as oportunidades, dando-lhe uma carta pouco inspiradora de recomendação e compra um robô cirúrgico para atraí-la de volta à Cirurgia Geral. No final das contas, Bailey decide continuar sua carreira em cirurgia geral depois que seu marido a ameaça de divórcio se ela aceitar a oferta de bolsa. Bailey aceita a posição de cirurgiã geral assistente e se divorcia de seu marido por lhe apresentar o ultimato, afirmando que ela não terá tempo para aprender uma nova especialidade como mãe solteira.
Na 6ª temporada, depois de recusar uma bolsa em Pediatria, Bailey começou como assistente de cirurgia geral. Ela começa um relacionamento com um anestesista do Mercy West, Ben Warren, que se juntou à equipe após a fusão Seattle Grace-Mercy West. No final da temporada, um atirador entra no hospital, acreditando que a equipe havia falhado com sua esposa. Ele atira em várias pessoas, incluindo o residente Charles Percy. Devido a uma ordem para desligar os elevadores, a Drª. Bailey não consegue levar Charles a uma sala de cirurgia para realizar a cirurgia de que ele precisa. Charles morre no colo de Miranda. Enquanto Miranda o conforta, Charles diz: "Você [Bailey] sempre foi minha favorita, achei que você deveria saber".
Perturbada por essas experiências, Bailey tira uma folga para visitar seus pais com seu filho. Em seu retorno no primeiro episódio da 7ª temporada, ela termina com Ben. Mary Portman, a paciente com quem ela se relacionou enquanto tentava salvar Charles, retorna para sua cirurgia programada, que parece ir bem, mas ela não acorda, e a causa nunca é descoberta. Miranda inicia uma busca pela cura de fístulas e encontra um enfermeiro, Eli, com quem ela começa a namorar.
Bailey fica ofendida quando Meredith viola as regras do ensaio clínico de Alzheimer para ajudar a esposa do chefe. Ela se ressente de Meredith porque o chefe renunciou ao cargo de chefe de cirurgia devido a isso. Bailey retoma o controle do julgamento de Ellis Grey sobre Diabetes, e Webber a pressiona a perdoar Meredith e a escolhê-la como equipe para o julgamento. Ela rompe seu relacionamento com Eli, não querendo ir mais longe, e renova seu relacionamento com Ben, o anestesiologista. Ela finalmente vai morar com ele, mas ele consegue um estágio cirúrgico na Califórnia.
Eles ficam noivos mesmo assim, e novos estagiários do Seattle Grace-Mercy West se referem a ela como BCB ("Booty Call Bailey"): sempre que Ben está na cidade, ela fica tonta e faz sexo com ele tanto quanto possível. A caminho de seu casamento, Bailey é chamada para realizar uma cirurgia na esposa de Richard, Adele. Depois de salvar Adele, ela retorna ao local e se casa com Ben. Ela lança um programa de mapeamento de genoma, e Meredith é a primeira a testá-lo.
Na temporada 9, uma investigação ocorre em Bailey depois que três de seus pacientes contraíram uma infecção e morreram. Conclui que Bailey era portador assintomático da bactéria MRSA e transmitiu a infecção por meio de uma nova marca de luvas que o hospital havia usado e que se mostrou permeável. Apesar de ter sido inocentada de irregularidades, após a investigação, Bailey se afasta de todos por algum tempo, por se sentir suja e contaminada. Ela culpou mais o Dr. Webber por abandoná-la e evitá-la completamente. Eventualmente, seu marido, Ben, voa para Seattle para tirá-la do laboratório de genoma. Ben diz que abandonou a residência para passar mais tempo com ela e Tuck. Bailey não fica impressionada com esta decisão e começa a exibir alguns comportamentos estranhos, mais tarde ela é diagnosticada com TOC depois do que aconteceu com a investigação do CDC. Embora inicialmente resistente a ver um terapeuta e tomar medicamentos, Bailey é capaz de retomar sua carreira cirúrgica.
Na 14ª temporada, Bailey fica muito chateada quando Ben mostra interesse como bombeiro, após o final da temporada 13, quando a Drª. Edwards ateia fogo no Memorial Gray Sloan para se defender do estuprador. Mais tarde naquela temporada, Miranda Bailey é hospitalizada devido a um ataque cardíaco.
Na 16ª temporada, Bailey despede Meredith depois que ela comete uma fraude de seguro para salvar um de seus pacientes. Pouco depois, ela é informada por Maggie que ela está grávida de seu segundo filho e na perimenopausa. No final do outono da 16ª temporada, Bailey sofre um aborto espontâneo. Bailey também cria um adolescente, Joey Phillips.
Na temporada 17, enquanto Grey-Sloan trata pacientes para COVID-19, Bailey se sente culpada por ter acabado de mudar seus pais para uma casa de repouso local. Sua culpa aumenta depois que sua mãe é hospitalizada com o vírus. Bailey canta para sua mãe enquanto ela sucumbe à doença, e decide voltar a trabalhar pouco depois, resistindo às tentativas de Richard e Jackson de convencê-la a tirar um tempo pessoal.

## Desenvolvimento

### Fundição e criação
Shonda Rhimes escreveu a personagem de Bailey para ser uma pequena mulher branca de cabelo loiro com cachos, pois "seria inesperado ter essa pessoa de aparência doce abrindo a boca e dizendo coisas duras." No entanto, a audição de Wilson foi tão boa que ela recebeu o convite para o papel, e o personagem foi reescrito.  Sandra Oh originalmente faria um teste para o papel de Drª. Bailey.  Sobre seu papel, Wilson disse: "Achei cativante; cativante como a palavra 'nazista' pode ser."  Wilson explicou como ela interpreta Bailey:
É a mentalidade de um professor. O piloto me descreveu como o nazista, então tive que pensar sobre isso e tentar me relacionar. É sobre o meu comportamento, como me conduzo, exigindo respeito dos meus alunos. Depois de ter isso, eu apenas ensino.

### Caracterização
Bailey foi caracterizada como "direta", "durona" e "perspicaz" pelos executivos de Grey's Anatomy.  Refletindo sobre sua personagem, Chandra Wilson disse: "Eu acho que uma força e uma fraqueza para ela é seu ego. A parte da força é ótima porque realmente a torna uma ótima médica. Ela é muito boa em seu trabalho e ela continua a evoluir e ela continua a procurar maneiras de ter "valor agregado" no hospital e é incrivelmente independente. Essa independência certamente prejudicou seus relacionamentos pessoais. Ela prejudicou seu modo de ser uma jogadora de equipe em muitos ocasiões."

## Recepção
O crítico de TV do USA Today escreveu em 2006 que os eleitores do Emmy poderiam considerar Chandra Wilson porque ela adiciona "calor e humor a Bailey sem fazê-la ficar toda molenga".  Revendo a quarta temporada do programa, Patrick Luce de Monsters and Critics encontrou Bailey "um dos personagens mais interessantes de se assistir", pois "ela teve que lidar com a perda de uma promoção para o Dr. Torres de Sara Ramírez; seus próprios problemas de casamento; e o estresse contínuo de equilibrar ser mãe e ser médica. " Ele também apreciou o fato de que as pessoas puderam ver "um lado mais suave" dela enquanto ela mantinha "toda a sátira mordaz e sarcasmo que tornava o personagem ótimo". Cruzamento de Grey's Anatomy e Private Practice , elogiando: "A dor que ele deu a ela por se tornar uma cirurgiã pediatra ... a dor que ela deu a ele por deixar a ex-esposa Naomi ir e acabar nos braços de Archer ... o golpe de punho. Eu digo novamente, o golpe de punho! Juntos, Chandra Wilson e Taye Diggs são hilários e tocantes e todos os tipos de fabulosos. Esperamos que esta não seja a última vez que vimos esta dupla inesperadamente dinâmica. "  colega crítica do Los Angeles Times , Carina MacKenzie, deu as boas-vindas ao "flerte" de Bailey com Ben ( Jason George ) porque foi "bom ver seu lado divertido e sedutor" apresentado com um pouco de humor após a deterioração de seu relacionamento com Tucker .A New York Magazine ficou feliz com a evolução da amizade de Bailey e Torres na primeira metade da nona temporada, chamando-a de "o único ponto brilhante": "Eles brincam, provocam um ao outro, oferecem sábios conselhos de amor um ao outro, agora que ambos estão no segundo casamento. " Entertainment Weekly incluiu Bailey em sua lista dos "30 Grandes Médicos e Enfermeiros de TV".  AOL TV a nomeou uma das 100 personagens femininas mais memoráveis da TV.
Chandra Wilson recebeu várias indicações por sua interpretação da Dra. Miranda Bailey. Ela ganhou o prêmio Screen Actors Guild Award em 2007 por sua atuação na terceira temporada do programa. Ela foi indicada a cada ano de 2006 a 2009 no Emmy Awards de "Atriz Coadjuvante em Série Dramática", perdendo em 2007 para a co-estrela Katherine Heigl no papel de Izzie Stevens pela atuação no episódio " Oh, a Culpa " Ela também foi elogiada por sua atuação em Grey's Anatomy no Screen Actors Guild Awards, recebendo três indicações junto com os outros membros do elenco por "Desempenho Extraordinário de um Conjunto em uma Série Dramática" a cada ano de 2006 a 2008, com o Prêmio de 2007 marcando uma vitória.